# Sáenz Peña (línea F del subte de Buenos Aires)
La estación Sáenz Peña será una futura estación del Subte de Buenos Aires perteneciente a la Línea F. Estará ubicada en la intersección de la calle Cochabamba y la avenida Entre Rios, en el barrio porteño de Constitución.